# Kirysek rdzawy
Kirysek rdzawy, kirysek czerwony (Corydoras rabauti) – gatunek słodkowodnej ryby sumokształtnej z rodziny kiryskowatych (Callichthyidae), opisywany też pod nazwą kirysek Myersa (Corydoras myersi). Hodowany w akwariach.

## Występowanie
W małych dopływach Amazonki, powyżej ujścia Rio Negro.

## Opis
Długość ciała do 6 cm. Ubarwienie czerwonobrązowe, z delikatnymi czerniawymi plamami. Dla tego gatunku charakterystyczny jest brązowy pas, który zaczyna się od płetwy grzbietowej i dochodzi prawie poziomo do nasady płetwy ogonowej.
Okolice głowy dookoła oczu są ciemnobrązowe. Samiec jest mniejszy i ma płetwę grzbietową wyższą i bardziej zaostrzoną.
Optymalna temperatura wody około 24 °C. Ikrę składają na dnie zbiornika. Wylęg młodych po 7 dniach.